# Michael Moorer
Michael Lee Moorer, född 12 november 1967 i Monessen, Pennsylvania, är en amerikansk före detta tungviktsboxare, världsmästare 1994, 1996-97, mest känd för att ha vunnit VM-titeln från Evander Holyfield och sedan - i sin första förlust någonsin - förlorat den mot en 45-årig George Foreman. Moorer är också den förste southpaw-boxare som vunnit en VM-titel i tungviktsboxning.

## Boxningskarriär

### I lätt tungvikt
Moorer hade en ganska rask vandring fram genom de professionella boxningsleden i klassen lätt tungvikt. Han debuterade i mars 1988 och knockade då Adrian Riggs i rond 1. Före årets slut var han obesegrad i elva matcher och fick gå en match om en VM-titel, mot Ramzi Hassan, inom den nyinrättade WBO-organisationen. En match han vann på KO i rond 5 och Moorer kunde kalla sig "Världsmästare i lätt tungvikt" - även om titeln inte vägde lika tungt som de mer etablerade boxningsorganisationernas bälten.
År 1989 försvarade han titeln sex gånger, och 1990 titeln tre gånger innan han år 1991 flyttade upp i tungviktsdivisionen.

### Upp i tungviktsklassen
Inom ett drygt år genom 6 säkra vinster mot bland andra Alex Stewart tog sig Moorer uppåt på rankningen. Han fick sedan chansen att åter kämpa om en WBO-titel, nu i tungvikt mot Bert Cooper. Moorer stoppade Cooper i den femte ronden efter att de båda varit nere för räkning tidigare under matchen. 
Moorer, som nu gick skilda vägar med sin tränare Emanuel Steward, ville sedan inte försvara sitt mindre ansedda WBO-bälte. Av de tre matcher han gick 1993 var en 10-ronders poängseger över den tidigare världsmästaren James "Bonecrusher" Smith den mest meriterande. Efter ytterligare en seger på poäng, mot Mike Evans i december 1993, fick Moorer till sist chansen på "riktiga" titlar - mot WBA- och IBF-mästaren Evander Holyfield.

### Världsmästare
Den 22 april 1994 möttes så Moorer och Holyfield. I rond 2 skickades utmanaren ner i canvasen, men han tog sig upp och redde ut Holyfields anstormning. Moorer tog sedan över kommandot och vann överraskande på poäng efter 12 ronder via ett majoritetsbeslut. Som den första southpaw-boxaren någonsin var nu Moorer tungviktsvärldsmästare.

### Förlorad titel till ålderman
I sitt första försvar av dessa bälten, den 5 november 1994, mötte Moorer den 45-årige George Foreman som 20 år (!) tidigare varit obestridd världsmästare. I nio ronder verkade Moorer ha kontroll och ledde stort på poäng hos samtliga domare och Foreman verkade till en början oförmögen att såra mästaren. I rond 10 började Foreman dock öka tempot, fick in några tunga slag och plötsligt, med en kort rak höger på hakan, sänkte han Moorer i golvet för att räknas ut. Moorers första förlust i ringen gav boxningen dess äldsta världsmästare någonsin.

### Ny kraft och ny titel
Året därpå samlade Moorer ny kraft och vann en match mot Melvin Foster. På grund av att Foreman fråntagits sitt IBF-bälte då han inte velat möta de motståndare organisationen begärt, var nu en VM-titel plötsligt vakant. Moorer fick då chansen att möta Axel Schultz om den lediga kronan i Berlin 22 juni 1996; en match han vann på poäng efter 12 ronder och Moorer var nu åter världsmästare inom en stor organisation.

### Titelförlust och slut på karriär
Moorers första försvar kom mot Francois Botha i november 1996. I en ensidig match vann han på KO med endast 18 sekunder kvar av den sista 12e ronden. I mars 1997 försvarade han åter bältet efter en 12-ronders poängseger över tidigare obesegrade Vaughn Bean. Moorer bytte nu ännu en gång tränare när han ersatte Teddy Atlas med Freddie Roach. Den 8 november 1997, i en andra match mot Evander Holyfield, hamnade Moorer i golvet fem gånger innan läkaren rådde ringdomaren att stoppa matchen efter rond 8. Moorer gav nu detroniserad upp boxningen, 29 år gammal.

### Comeback
Tre år senare var dock Moorer tillbaka i ringen; i en första match med en KO-seger över Lorenzo Boyd. Han vann tre ytterligare matcher innan han åter verkade dra sig tillbaka efter en praktförlust på KO i rond 1 efter bara 30 sekunder mot David Tua i augusti 2002. Moorer fortsatte trots det att boxas och vann två matcher under 2003 innan han gjorde ytterligare ett uppehåll för att återvända i juli 2004 där han förlorade på poäng mot Eliseo Castillo.

### Slutet
Under de närmsta 4 åren fortsatte Moorer att gå matcher och vann de flesta, dock mot begränsat motstånd. Hans sista match var en KO-seger över Shelby Gross i februari 2008.

### Webbsidor
- Moorer på boxrec.com